# 焼き討ち
| ウィキペディアには「焼き討ち」という見出しの百科事典記事はありません（タイトルに「焼き討ち」を含むページの一覧/「焼き討ち」で始まるページの一覧）。 代わりにウィクショナリーのページ「焼き討ち」が役に立つかもしれません。 |